# Hollywood Whore
"Hollywood Whore" (em português:  Puta de Hollywood) é o primeiro single do álbum Metamorphosis, lançado pela banda de rock alternativo Papa Roach em 28 de Outubro de 2008. Foi primeiramente lançado como videoclipe em 26 de Outubro de 2008, disponivel como  download gratuito no site oficial da banda, e em 28 de Outubro, se tornou disponivel em duas versões, como single digital no iTunes e como um EP de edição limitada lançado exclusivamente para o Canadá.

## Videoclipe
Dirigido por Jesse Davey, o vídeo mostra a banda em frente de uma jovem mulher, aparentemente a "Hollywood Whore" mencionada no refrão da canção. Finalmente, a mulher se levanta e sangue é visto caindo de seus olhos. Seu rosto se torna um esqueleto, e sangue começa a sair de sua boca, encharcando completamente a banda enquanto eles estão tocando.

## Faixas
CD single
| N.º | Título            | Duração |  |
| 1.  | "Hollywood Whore" | 3:57    |  |

EP - Canadá
| N.º | Título                                       | Duração |  |
| 1.  | "Hollywood Whore"                            | 3:57    |  |
| 2.  | "Getting Away with Murder" (Live in Chicago) | 4:04    |  |
| 3.  | "Scars" (Live in Chicago)                    | 3:38    |  |
| 4.  | "...To Be Loved" (Video)                     | 3:10    |  |
| 5.  | "Forever" (Video)                            | 4:08    |  |

## Posições nas paradas musicais
| Parada musical (2008/2009)                  | Melhor posição |
| ------------------------------------------- | -------------- |
| Estados Unidos - Hot Mainstream Rock Tracks | 37             |
| Reino Unido - UK Singles Chart              | 139            |